# China World Trade Center Tower 3
China World Trade Center 3 és un gratacel de 74 plantes, 4 subterranis i 30 ascensors. Amida 330 metres (1083 peus) i està situat a Beijing (Xina).
Fou dissenyat per l'arquitecte Thomas Boada i se'n va finalitzar la construcció l'any 2008. L'abril del 2010 es tractava del 28è edifici més alt del món.